# Georg Schröder (Rechtsanwalt)

Georg Schröder, 2020

Georg Schröder (* 11. Mai 1971 in Landshut) ist ein deutscher Jurist, Rechtsanwalt und Autor. Er veröffentlicht vor allem zum Thema Datenschutz.

## Leben
Georg Schröder wurde in Landshut, Niederbayern geboren und wuchs in Dingolfing auf. Er besuchte das Gymnasium Dingolfing und studierte im Anschluss an seinen Wehrdienst in Landshut Rechtswissenschaften an der LMU München. Als Referendar im Jahr 1998 und in seinen ersten Berufsjahren unter seinem Mentor Benno Heussen wurde das Interesse an den Rechtsgebieten Computerrecht und Internetrecht geweckt. Diese Ausbildung führte zu einer Spezialisierung im Datenschutzrecht und einer Tätigkeit als Datenschutzbeauftragter, unter anderem für Banken, Versicherungen und Mediengruppen. Im April 2020 gründete Schröder mit mehreren Kollegen das Unternehmen legal data Schröder Rechtsanwaltsgesellschaft mbH, das neben datenschutzrechtlichen Beratungs- und Auditleistungen auch mit einer selbst entwickelten Datenschutzsoftware als legal-tech-Unternehmen tätig ist.
Schröder ist verheiratet, hat zwei Kinder und lebt in München.

## Wissenschaftliche Arbeit
Seine im Jahr 1999 fertiggestellte Dissertation Das Recht auf freie Meinungsäußerung im Internet – ein Vergleich der Rechtslage in der Bundesrepublik Deutschland und den Vereinigten Staaten von Amerika wurde von Rainer Arnold von der Universität Regensburg betreut. Michael Lehmann betreute seine im Jahr 2003 abgeschlossene Magisterarbeit im Aufbaustudium Europäisches und Internationales Wirtschaftsrecht an der LMU München zum Thema Umsetzung der E-Commerce-Richtlinie in der Bundesrepublik Deutschland.

## Auszeichnungen
Für die Jahre 2019/2020 gehört Schröder zu den „renommiertesten deutschen Juristen“, die von dem US-amerikanischen Verlag „Best Lawyers“ in Zusammenarbeit mit dem Handelsblatt ermittelt wurden.

## Veröffentlichungen
- Das Recht auf freie Meinungsäußerung im Internet. Ein Vergleich der Rechtslage in der Bundesrepublik Deutschland und den Vereinigten Staaten von Amerika. Dissertation. Universität Regensburg 1999. Shaker, Aachen 1999, ISBN 3-8265-5864-2.
- Ihr rechtssicherer Internetauftritt. Von der Infoseite bis zum Online-Shop. Interest, Kissing 2004, ISBN 3-8245-1294-7.
- IT-Security Rechtssichere Umsetzung im Unternehmen. Interest, Kissing 2005, ISBN 3-8245-1297-1.
- Datenschutzrecht in der Praxis des IT-Verantwortlichen. Interest, Kissing 2005, ISBN 3-8245-1295-5.
- mit Benno Heussen, Ralph E. Korf und Theo Weber (Hrsg.): Unternehmer-Handbuch. Beck, München 2005, ISBN 3-406-52616-0.
- Softwareverträge. 4. Auflage. Beck, München 2015, ISBN 978-3-406-66574-5.
- Datenschutzrecht für die Praxis. 5. Auflage. dtv, München 2023, ISBN 978-3-406-80818-0.